# Bertel Bruun
Bertel Bruun (født 4. juli 1767 i Fredericia, død 16. juli 1827 smst) var en dansk købmand og fabrikant.
Bertel Bruuns fader var justitsråd, borgmester og stadshauptmand Johannes Iver Bruun og moderen Maren f. Pagh. 1783-1784 besøgte han en handelsskole i Hamborg, deltog derefter i syv år i faderens handels- og fabriksvirksomhed, i hvilken tid han to gange årligt berejste de danske provinser. Han etablerede sig 1791 som selvstændig købmand i Fredericia, hvor hans virksomhed hurtigt skaffede ham anseelse. I 1821 grundlagde han fabrikken Bruunshaab i Viborg, der kom til at bære hans navn.
Hans sønner Peter Daniel Bruun og Mads Pagh Bruun blev begge politikere.
Hans gravsten er bevaret og kan ses på Fredericia Museum.